# Маска за лице
Прву маску за лице изумила је госпоđа Роули, у Охају, Сједињене Државе, током 19. века. Названа је „тоалетна маска“ или „рукавица за лице“. Маска која је била корисна за свакога ко је желео да „избели, прочисти и сачува тен“. Патентирана је 1875. „Шит” маска је кремаста или густа маска која се наноси за чишћење или заглађивање лица. Често садржи минерале, витамине и екстракте воћа, попут кактуса и краставца. Постоје различите врсте маски за различите сврхе; неки дубоко чисте пора. Ефекат третмана маске за лице може да буде ревитализујући, подмлађујући или освежавајући. Маске за лице најчешће користе жене, а користе их и мушкарци.  Иако се широко верује да пружају чисте поре, повећавају чистоћу коже и смањују боре на кожи лица, маске се нису показале ефикаснијима у постизању ових ствари од стандардног хидратантног лосиона. 
Неке маске се исперу млаком водом, друге се само повуку са лица. Трајање ношења маске зависи од врсте маске, али може бити од три до 30 минута, а понекад и целе ноћи.
Мед је веома популаран састојак разних маски јер заглађује кожу и чисти поре. Популарни кућни лијек укључује кришку краставца која се ставља на очи. Неки користе и сок од киселих краставаца. 
Маске за лице треба одабрати према типу коже. Глине и маске од блата одговарају масној кожи; маске на бази хидратне креме најбоље делују на сувим типовима коже. Маске треба користити само на очишћеној кожи за најбоље резултате. Маске за учвршћивање не би требало наносити на подручје око очију јер могу изазвати иритације. 